# Liste der Monuments historiques in Collonges-lès-Bévy
Die Liste der Monuments historiques in Collonges-lès-Bévy führt die Monuments historiques in der französischen Gemeinde Collonges-lès-Bévy auf.

## Liste der Immobilien
| Bezeichnung                   | Beschreibung                                   | Standort                  | Kennzeichnung | Schutzstatus | Datum | Bild           |
| ----------------------------- | ---------------------------------------------- | ------------------------- | ------------- | ------------ | ----- | -------------- |
| Château de Collonges-lès-Bévy | um 1720 erbaut; einschließlich des Taubenturms | Route de Messanges (Lage) | PA00112220    | Inscrit      | 1975  | weitere Bilder |

## Liste der Objekte
| Bezeichnung | Beschreibung          | Standort                       | Kennzeichnung | Schutzstatus | Datum | Bild |
| ----------- | --------------------- | ------------------------------ | ------------- | ------------ | ----- | ---- |
| Glocke      | Bronze, 1750 gegossen | in der Kirche St-Pierre (Lage) | PM21000639    | Classé       | 1908  |      |